# 吉田秀文
吉田 秀文（よしだ ひでふみ、1963年10月 - ）は、日本の音楽家・教育学者。群馬大学教育学部音楽教育講座教授。

## 略歴・人物
- 1963年10月 - 埼玉県に生まれる
- 1987年3月 - 東京学芸大学教育学部D類音楽専攻卒業
- 1991年3月 - 東京芸術大学音楽学部音楽教育科卒業
- 1992年4月 - 栄光学園中学校・高等学校音楽科教諭
- 1993年3月 - 東京芸術大学大学院音楽研究科音楽教育修了（音楽修士）
- 1993年4月 - 群馬大学教育学部音楽教育講座講師
- 1999年4月 - 群馬大学教育学部音楽教育講座助教授
- 2007年4月 - 群馬大学教育学部音楽教育講座准教授

高橋修一、佐藤幹一、磯貝静江、エルンスト・ヘフリガーに声楽を師事。
趣味は歌唱（テナー）。ベートーヴェンの交響曲第9番、ミサ曲ハ長調、モーツァルトのレクイエム」、バッハのクリスマス・オラトリオ（福音史家）、ミサ曲ロ短調などで独唱を多数務める。
また、合唱指導に精力的に取り組み、これまでにグノーの「聖セシリア荘厳ミサ曲」、ヘンデル「メサイア」「ユトレヒトのテ・デウムとユビラーテ」、ブルックナーのミサ曲第2番、などで指揮を務める。現在は大学の部活動の指導を中心に、学生に講義を開講している。

## 研究分野
音楽教育学（「音楽教育と生涯発達」） 
- 音楽教育
- 生涯発達
- 生涯学習

## 著書・論文

### 著書
- 『生涯学習と音楽学習カリキュラム-生涯発達心理学の視点から-』 （音楽教育の研究 理論と実践の統一をめざして、1999年）

### 論文
- 『中学校音楽科における教師のリーダーシップ行動と生徒の原因帰属に関する実験的研究』　音楽教育研究ジャーナル （学術雑誌 、2000年）
- 『生涯学習における音楽科の役割-生涯発達及び自己形成の視点による考察を通して-』　東京学芸大学紀要第5部門芸術・健康・スポーツ科学 （大学・研究所等紀要、2000年）

## 所属学会
- 日本音楽教育学会
- 日本発達心理学会
- 日本教育社会学会